# یک سلطان در نیویورک
یک سلطان در نیویورک (به انگلیسی: A King in New York) فیلمی کمدی به کارگردانی چارلی چاپلین با بازی چارلی چاپلین، داون آدامز، مَـکسین آدلی، جری دزموند، اولی جانستون، مایکل چاپلین و تولید سال ۱۹۵۷ می‌باشد.
فیلم دربارهٔ یک سلطان سابق نیویورک به نام شادوف (چارلی چاپلین) است که اتفاقاتی را پیش رو دارد. این فیلم قبل از آخرین ساخته چاپلین، کنتسی از هنگ کنگ و ۱۰ سال پیش از آن ساخته شد. فیلم در اصل بریتانیایی است و با سرمایه خود چاپلین ساخته شد؛ ولی داستان آن در نیویورک می‌گذرد. مدت زمان فیلم ۱۱۰ دقیقه است.